# 晏安瀾
晏安澜（1851年—1919年）字海澄，陕西省镇安县北阳山庙坪人。清末民初政治人物、诗人。

## 生平
晏安澜10岁入旬阳沙沟程西园学馆学习。后来，他参加县试和州试，成绩均列前茅。清朝光绪元年（1875年），他获荐入三原宏道书院，后中举人，光绪三年（1877年）中进士。此后，他历任户部山东司主事，莞榷司郎中兼司长，盐政院院丞，四川盐运使等职务。他在盐政上颇有心得，并有著述。甲午战争期间，他于清军行营营务处兼办督操。他还曾分别任会典馆、礼制馆、宪政编查馆、资政院等处的纂修、监修、顾问、谘议。
清朝末年，陕西蒲城县县令殴打教师并捕学生、封学校。晏安澜协助受害者呈奏，使肇事者遭到了惩办。光绪二十年（1894年），晏安澜筹划在北京设立商山会馆，获商州知州保山人李省自、乡绅士民以及吴怀清等人捐助，在北京老墙根（今北京市西城区南部的老墙根街41号）建立了商山会馆。光绪三十一年（1905年），他捐资创建了镇安县高等小学堂（该校原为安业书院）。
1919年，晏安澜逝世。

## 纪念
国史馆为晏安澜作传并作《镇安县晏海澄先生年谱》。今四川乐山牛华溪有晏公祠，祠内有匾题有“有功于民”四个字。

## 著作
- 《沿海产盐州县地理志》
- 《两淮盐法录要》
- 《虚舟东行录》
- 《方山唱和集》[1]